# 자크 카르티에
자크 카르티에(프랑스어: Jacques Cartier, 브르타뉴어: Jakez Karter, 1491년 12월 31일 ~ 1557년 9월 1일)은 프랑스의 탐험가로 프랑스인으로는 캐나다 지역을 최초로 탐험한 사람이다. 프랑스 왕 프랑수아 1세의 지원을 받아 1534년과 1535년에 캐나다를 탐험하였다. 오늘날 퀘벡 지역인 스타다코나 마을에서 도착하여 원주민 추장 돈나코나에게 지명을 물어보았는데, 언어소통에 문제가 있어 말뜻을 이해못했던 추장은 그들의 말인 이로쿼이-휴런어(語)로 '마을'이라는 뜻에 카나타(Kanata)라고 답하였다. 그러나 자크 카르티에는 이를 지명으로 알아들었고 오늘날의 캐나다(Canada)라는 나라 이름으로 쓰여지게 되었다.
캐나다에 정착촌을 세우려는 시도는 혹독한 겨울 추위로 인해 실패하였다. 1541년에 다시 캐나다 여러곳을 탐험하였는데, 이는 훗날 1604년에 앙리 4세의 명을 받은 사뮈엘 드 샹플랭이 캐나다에 프랑스 정착지인 퀘벡을 건설하여 프랑스가 캐나다를 식민통치하게 되는 기초가 되었다.

## 어린 시절
자크 카리티에는 브르타뉴 공국 생말로에서 태어났으며, 부친은 자메 카르티에, 모친은 게슬린 장사르였다. 탐험에 나서기 전인 초기 생애에 관해서는 알려진 것이 거의 없다. 북프랑스의 어촌 생말로에서 자란 자크는 아마 고향에서 항해를 배웠을 것으로 보인다. 많은 학자들은 카르티에가 대서양을 건너 브라질을 여행했을것으로 추정하지만 이를 증명할 자료는 없다. 1519년 5월 카테린 드 그랑슈와 결혼하였다. 부인 카테린은 카르티에보다는 상류층 출신이었기에 카르티에의 사회적 지위가 올라갔다.
많은 역사가들은 카르티에가 1524년과 1528년 신세계로 조반니 다 베라차노의 항해에 함께 했다고 추정한다. 카르티에는 항해 경험을 쌓으며 탐험가가 되어갔다. 그 당시 스페인과 포르투갈은 신대륙에서 금과 은을 발견하여 부를 축적하고 있었다. 프랑스의 국왕 프랑수아 1세도 신대륙 탐험을 통해 부를 축적하고 아시아로 향하는 북서항로를 찾기를 원하였는데 이 모험적인 사업에 카르티에가 선택되었다.

## 캐나다 탐험

### 첫번째 탐험

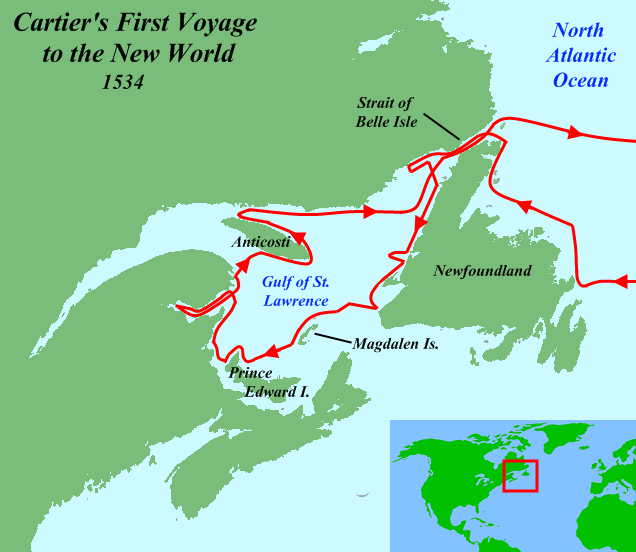
카르티에의 첫번째 탐험 경로

카르티에가 2척의 항선과 61명의 남성들과 함께 생말로를 떠났을 때 1534년 4월 20일 항해가 시작되었다. 항해한지 겨우 20일 후에 원정은 5월 초순에 오늘날 뉴펀들랜드인 지역에 도달하였다. 함대는 남부로 돌려 향하기 전에 잠시 동안 해안선을 따라 북부로 항해하였다. 카르티에는 뉴펀들랜드의 서부 해안선을 지속적으로 탐험하였다. 벨아일 해협을 통하여 지나간 후, 카르티에와 그의 함대는 세인트로렌스만을 탐험하였다. 그해 6월 그는 자신이 오늘날 프린스에드워드아일랜드로 알려진 지역에 왔을 때 자신의 첫 주요 발견을 이루었다. 이 것은 아직도 오늘날 캐나다의 일부인 큰 섬이다. 프린스에드워드아일랜드에 상륙한 후, 카르티에의 원정은 아시아로 향하는 통로를 발견하는 데 만과 가까이 있는 다양한 입구들을 탐험하였다. 통로를 찾는 데 실패한 그들은 계속 항해하였다. 그들은 샬뢰르만을 탐험하고, 그러고나서 북부로 향하였다. 프랑스로 돌아오기 전에 카터가 상륙한 최종 지점은 오늘날 가스페반도에 있었다. 여기서 그들은 친구다운 미맥 인디언들을 만나 모피와 다른 품목들을 거래하였다. 원정은 세인트로렌스만의 외부로 지속되기 전에 앙티코스티섬을 주위로 항해하였다. 이 일은 카르티에를 만을 주위로 완전히 항해하는 데 첫 사람으로 만들었다. 그들은 귀국하는 데 항해를 세워 9월 5일 생말로에 도달하였다.

### 두번째 탐험

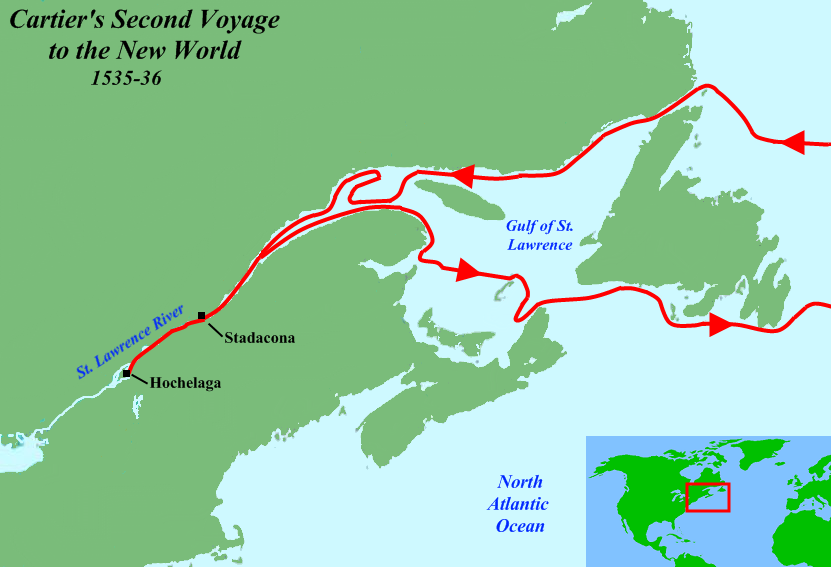
카르티에의 두번째 탐험 경로

카르티에가 프랑스로 돌아와 국왕과 만난 후, 북아메리카로 두번째 항해가 자금을 받았다. 카르티에와 국왕은 둘다 그의 첫 항해 동안 카르티에의 발견들에 의하여 흥분하였고, 그의 발견들이 약속되고 있었던 것으로 느껴졌다. 국왕은 항해를 위하여 카르티에에게 더 많은 항선과 남성들을 주었다. 그들은 새롭게 발견된 장소들의 더 많은 본토를 탐험과 함께 임무를 받았다. 카르티에와 그의 선원들은 1535년 5월 19일 프랑스를 떠났다. 카르티에는 3척의 함선들 - 라 그랑드 에르민 (La Grande Hermine)호, 라 프티트 에리민 (La Petite Hermine)호와 레메리용 (L'Emerillon)호를 가졌다. 원정은 뉴펀들랜드 해안에서 떨어진 펑크섬에 도달하였다. 9월 7일 카르티에와 그의 선원들은 오늘날 퀘벡시의 현장에 도달하였다. 그들은 휴런족의 추장 돈나콘나에 의하여 인사를 받은 스타다코나 마을에서 멈추었다. 몇명의 휴런족들은 안내원들로서 카르티에와 함께 갔다. 그들은 세인트로렌스강을 따라 항해하였고, 10월 2일 오늘날 몬트리올에 도달하였다. 원주민들은 카르티에에게 사그네로 불린 부유와 함께 한 장소에 관하여 말했으나 카르티에의 큰 항선들에 의하여 도달되지 못하였다. 그래서 그와 그의 선원들은 자신들이 이전에 건설한 생크루아 요새로 생샤를강의 입구로 돌아왔다. 11월까지 수로들이 얼었다. 그래서 카르티에와 그의 선원들은 1536년 4월까지 여기서 이 겨울을 보냈다. 겨울 동안 많은 선원들이 괴혈병에 걸려 사망하였다. 프랑스로 돌아오기 전에 카르티에는 직접 국왕 프랑수아 1세에게 사그네의 부유에 관하여 말할 수 있도록 돈나콘나와 그의 두 아들을 납치하였다. 5월 6일 카르티에는 프랑스를 위하여 항해를 세웠다.

### 세번째 탐험

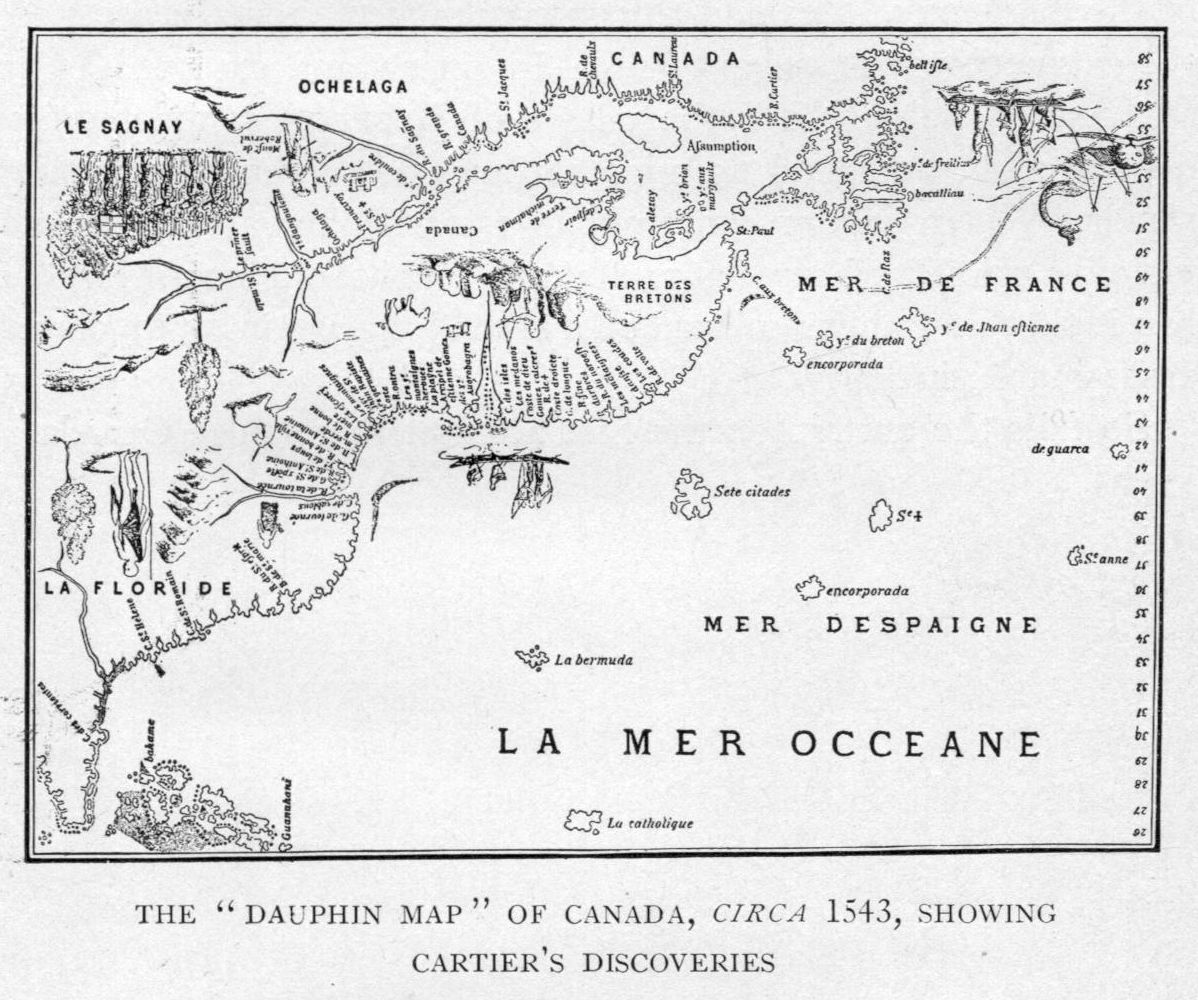
카르티에의 세번째 탐험 경로

카르티에는 사그네의 대지를 찾는 데 3번째 항해를 택하는 데 허락이 주어졌다. 그러나 그 일은 원정이 떠나기 5년전이었을 것이다. 이번에 로크 드 로베르발이라 불리는 남성이 담당할 것이었다. 로베르발의 팀은 정착이 시작된 후 이어진 해에 북아메리카에서 카르티에의 원정을 만나는 것이었다. 1541년 5월 23일 자신의 선원들과 5척의 항선과 함께 카르티에는 생말로를 떠났다. 원정의 목표는 북아메리카에서 정착지를 설립하는 것이었다. 그들은 8월 23일 스타다코나에 도착하였고, 오늘날 퀘벡시 근처에 "샤를부르루알"로 불린 정착지를 설립하였다. 그들은 지역을 탐험하기 시작하였다. 곧 카르티에와 그의 선원들은 금과 다이아몬드 같이 생긴 발견된 돌들을 믿었다. 하지만 다이아몬드들이 사실 석영의 조각들이며, 금은 "바보의 금"으로 더욱 잘 알려진 황철광이었다는 것이 밝혀졌다. 카르티에와 어떤 그의 선원들은 호첼라가로 돌아갔다. 어떤 휴런족들은 그러고나서 사그네를 찾으러 카르티에의 팀과 함께 갔다. 그러나 그들은 전혀 찾지 않아 카르티에와 그의 선원들은 샤를부르루알로 돌아와 겨울을 보냈다. 봄까지 원주민과 프랑스인들 사이의 관계들이 적대적으로 변하였다. 프랑스인들은 정착지를 버리고 1542년 6월에 떠났다.

## 말년과 사망
샤를부르루알을 떠잔 후, 카터의 함대는 뉴펀들랜드에 있는 세인트존스 항구에서 로베르발을 만났다. 그는 자신이 이후에 무가치한 것으로 찾아낼 다이아몬드와 금의 다량을 로베르발과 함께 가졌다. 로베르발은 카르티에와 정착자들에게 돌아서 정착지로 돌아가는 데 명령을 내렸다. 그러나 그들은 거절하였다. 카르티에와 식민주의자들은 어느날 밤에 미끄러져 생말로로 돌아갔다. 그들은 10월 고향에 도달하였다. 카르티에의 탐헙 경력은 북아메리카로 그의 3번째 항해 후에 종말로 왔다. 그는 자신의 사유지를 관리하는 마지막 세월 동안 프랑스에 남아있었다. 1557년 9월 1일 66세의 나이로 사망하였다.

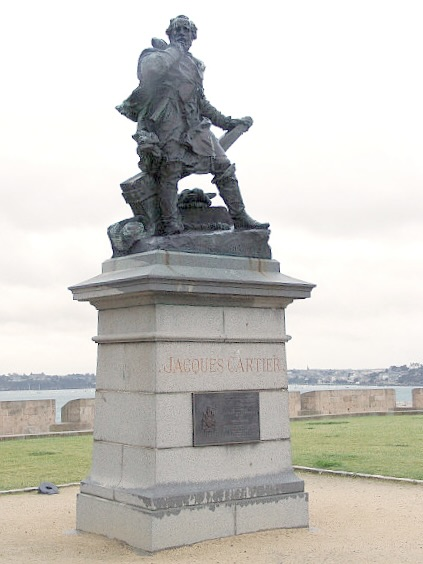
생말로에 있는 카르티에의 기념비

## 유산
카르티에는 프랑스를 위하여 대지를 단언하고 발견한 것 뿐만 아닌 것으로 신임되었다. 하지만 원주민들에 대한 그의 대접은 항상 위대하지 않았다. 자신의 3개의 항해들을 통하여 카르티에는 세인트로렌스만과 세인트로렌스강을 탐험하는 데 첫 유럽인이 되었다. 오늘날 퀘벡시 근처에 프랑스의 식민지를 설립하는 데 자신의 시도가 실패하였어도 그의 발견들은 16세기와 17세기를 통하여 더욱 나가서 유럽인의 탐험으로 이끌었다. 프랑스인들은 지역에 식민지를 개척하고 부유한 모피 교역을 설립하러 가려고 하였다. 몬트리올에서 퀘벡시로 세인트로렌스강을 가로지르는 자크 카르티에 교를 포함하여 캐나다에서 몇몇의 장소들이 그의 영예에 이름을 땄다. 그리고 탐험가의 동상이 그의 고향 생말로에 세워져 있다.

## 같이 보기
- 크리스토퍼 콜럼버스